# ترمز پرونی

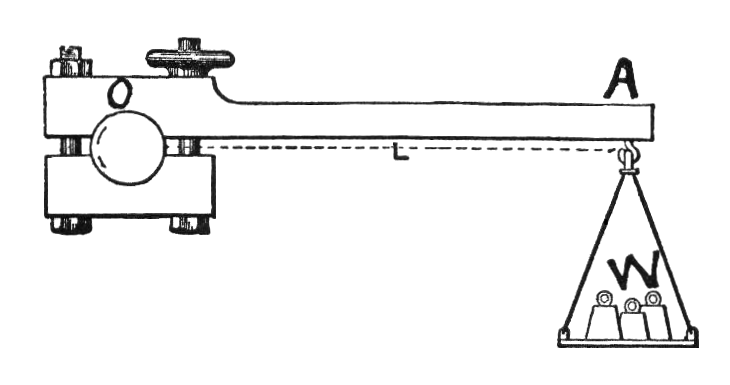
طرح یک ترمز پرونی

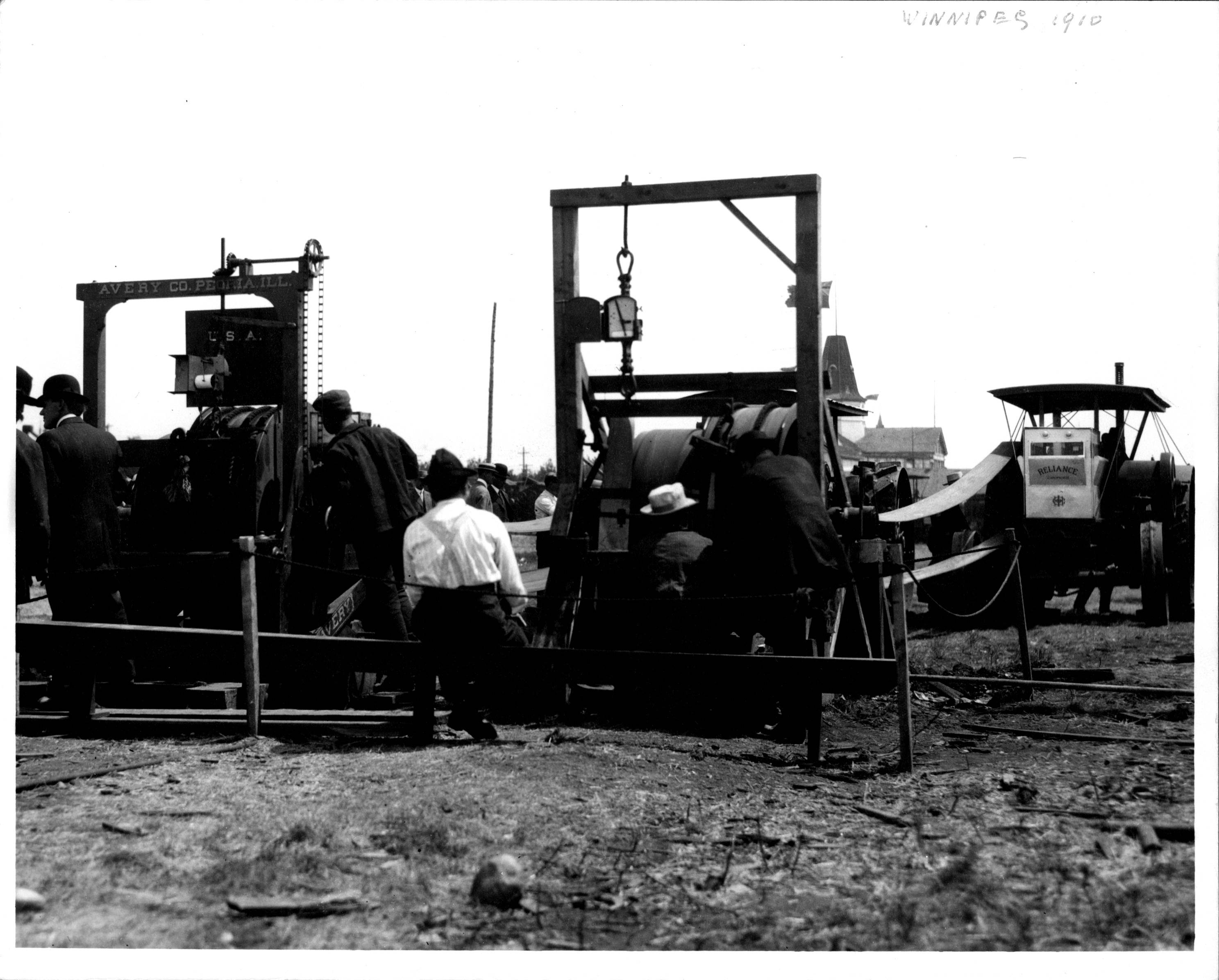
استفاده از ترمز پرونی در یک رقابت بین تراکتورها در سال ۱۹۱۰ میلادی

ترمز پرونی (به فرانسوی: Frein de Prony)، عنوان نوعی دینام‌سنج است، که برای اندازه‌گیری توان یا گشتاور مکانیکی تحویلی موتورها مورد استفاده قرار می‌گیرد. این وسیله از یک چرخ لنگر که به نوعی ترمز اصطکاکی مجهز است تشکیل می‌شود. موتور به چرخ لنگر متصل می‌گردد. به ابزار ترمزگیری یک بازو متصل است، که نیروی وارد شده را به یک ابزار اندازه‌گیری نیرو (مانند ترازوی فنری) منتقل می‌کند. پس از راه‌اندازی موتور، ترمز فعال می‌شود تا اینکه سرعت به حد معینی کاهش یابد و در این حین میزان نیروی وارد شده به نیروسنج اندازه‌گیری می‌گردد. توان موتور با طول بازو، سرعت موتور و نیروی اندازه‌گیری‌شده متناسب است و می‌توان آن را محاسبه کرد.
با وجود اصول عملکرد ساده، به علت دقت پایین و دشواری‌های استفاده از این روش، با معرفی روش‌های جایگزین امروزه به ندرت از ترمز پرونی استفاده می‌شود.

## تاریخچه
ترمز پرونی توسط گاسپارد د پرونی در سال ۱۸۲۱ میلادی و به عنوان اولین نمونهٔ یک دینام‌سنج معرفی شد.